# Emilio Alarcos Llorach
Emilio Alarcos Llorach (Salamanca, 22 d'abril de 1922- Oviedo, 26 de gener de 1998) fou un lingüista espanyol, catedràtic emèrit de la Universitat d'Oviedo, membre de la Reial Acadèmia Espanyola i acadèmic honorari de l'Academia de la Llingua Asturiana.

## Biografia
Va iniciar els seus estudis universitaris a Valladolid, on el seu pare era catedràtic; els va continuar a Madrid, on va tenir com mestre Dámaso Alonso i per la universitat del qual es va doctorar en Filologia Romànica el 1947. Catedràtic d'institut a Avilés des de 1944, la seva estada com lector d'espanyol en Berna i Basilea (1946-1947) va ser decisiva per a la seva formació com a lingüista, car li va permetre entrar en contacte directe amb corrents científics que tot just havien tingut eco a Espanya, i que ell contribuiria de manera decisiva a difondre-hi.
Després d'altre breu període com catedràtic d'institut en Cabra (Còrdova) i Logronyo, obté el 1950 la càtedra de Gramàtica Històrica de la Llengua Espanyola en la Universitat d'Oviedo. De la seva fecunda labor en aquesta universitat donen testimoniatge els seus nombrosos deixebles, així com una revista que ell va aixecar a pols, Archivum, imprescindible en els estudis hispànics. Electe per a la butaca B de la Reial Acadèmia Espanyola el 1972, el seu ingrés efectiu en la corporació es va produir un any més tard. Era, en el moment de la seva defunció, President de l'Associació d'Història de la Llengua Espanyola.

## Contribucions a la lingüística
Emilio Alarcos va contribuir decisivament a la introducció i difusió a Espanya de les teories linqüístiques de diverses escoles de l'estructuralisme europeu: primer va ser el Cercle Lingüístic de Praga amb la Fonología española (1950); després, la Glossemàtica de Copenhaguen amb una Gramática estructural (1951); i finalment el funcionalisme martinetià amb els seus imprescindibles Estudios de gramática funcional del español (1970) en relació amb altres fucionalistes espanyols com Vidal Lamíquiz. La culminació dels seus estudis gramaticals va arribar amb la publicació de la seva Gramática de la lengua española (1994). Emilio Alarcos també va portar a terme alguns estudis de crítica literària, ocupant-se, entre d'altres, de l'anàlisi de la poesia de Blas de Otero o d'Ángel González.

## Obra
- Investigaciones sobre El Libro de Alexandre (1948) CSIC, Instituto Miguel de Cervantes.
- Fonología española: según el método de la Escuela de Praga (1950) Gredos, Ed. Católica Toledana.
- Gramática estructural: según la escuela de Copenhague y con especial atención a la lengua española (1951, 1984, 1990) Editorial Gredos.
- Fonología española (1964, 1986, 1991) Editorial Gredos.
- Estudios de gramática funcional del español (1970, 1972, 1984) Editorial Gredos.
- El comentario de textos (1973, 1992) Castalia.
- La lingüística hoy (1976) Universidad Internacional Menéndez Pelayo.
- Milenario de la Lengua Española (1978) Confederación Española de Cajas de Ahorros.
- Comentarios lingüísticos de textos (1979) Universidad de Valladolid.
- El español, lengua milenaria (y otros escritos castellanos) (1982, 1989) Ámbito Ediciones.
- Estudios de gramática funcional del español (1982, 1987,1999) Editorial Gredos.
- Estudios de lingüística catalana (1983). Ariel.
- Las gramáticas de la Academia (1990) Consejería de Cultura de la Rioja.
- Indefinidos y numerales (1990) Consejería de Cultura de la Rioja.
- Gramática de la lengua española (1994, 1999, 2005, 2006). Espasa-Calpe.
- Ángel González, poeta: variaciones críticas (1969). Universidad de Oviedo.
- Anatomía de "La lucha por la vida" (1973) Imprenta Grossi. (1982) Editorial Castalia.
- La poesía de Blas de Otero (1966, 1973). Anaya.
- Ensayos y estudios literarios (1976) Ediciones Júcar.
- Poema de Fernán González (1993) Editorial Castalia.
- La poesía de Ángel González (1996) Ediciones Nobel.
- Blas de Otero (1997) Ediciones Nobel.
- Notas a La Regenta y otros textos clarinianos. (2001) Amb José Luis García Martín. Ediciones Nobel.
- Mester de poesía 1949-1993 (2006) Visor Libros.
- En todas las ocasiones: celebración y elegía (2006) Junta de Castilla y León.
- El fruto cierto: estudios sobre las odas de fray Luis de León (2006) Amb Emilio Martínez Mata. Cátedra.
- Eternidad en vilo: estudios sobre poesía española contemporánea (2009) Ediciones Cátedra.
- El libro de Oviedo (1974) Ediciones Naranco.
- Cajón de sastre asturiano (1980). Ayalga.
- Asturias. Itinerario errático y parcial. Jorge Marquínez [et. al]. Lunwerg Ed., Caja Asturias (1993)